# Adolph Jacob Hertz
Adolph Jacob Hertz (* 16. Juni 1800 in Hamburg; † 6. November 1866 ebenda) war ein deutscher Überseekaufmann, Reeder und 1848 Vorsitzender der Handelskammer Hamburg.

## Leben
Adolph Hertz wurde 1800 als Sohn des Privatbankiers Jacob Hertz (1752–1833) und der Potsdamerin Fanny Bacher (1777–1829) in Hamburg geboren.
Nachdem er eine Zeit lang in Lehre in der I. Messe in Hamburg war, tätigte er mehrere Jahre im Hause J. H. & G. F. Baur. Schließlich begann er ab 1826 seine eigenen Geschäfte mit Warenverkäufen nach Skandinavien zu tätigen. 1837 erwarb Hertz eine kleine Flotte von Segelschiffen, welche er zum Transport seiner eigenen Waren nach Skandinavien nutzte, jedoch stellte er sie auch für andere Geschäftsmänner zur Verfügung. Aufgrund von Reiseberichten, geographischen und nautischen Studien plante er Geschäfte in für Deutschland noch unerschlossenen Regionen. Zuerst betrieb er nur Handel mit China und dem Osten Indiens, seit 1844 auch mit Ländern in Afrika, der Arabische Welt und den Malediven. Er exportierte Metalle, Stoffe aus Baumwolle, Waffen, Glasperlen und Maria-Theresien-Taler. Waren, die er nach Deutschland importierte, waren Kaffee, Häute, Naturkautschuk, Copal, Elfenbein, Ebenholz, Perlmutt, Kokosöl, Datteln und Myrrhe.

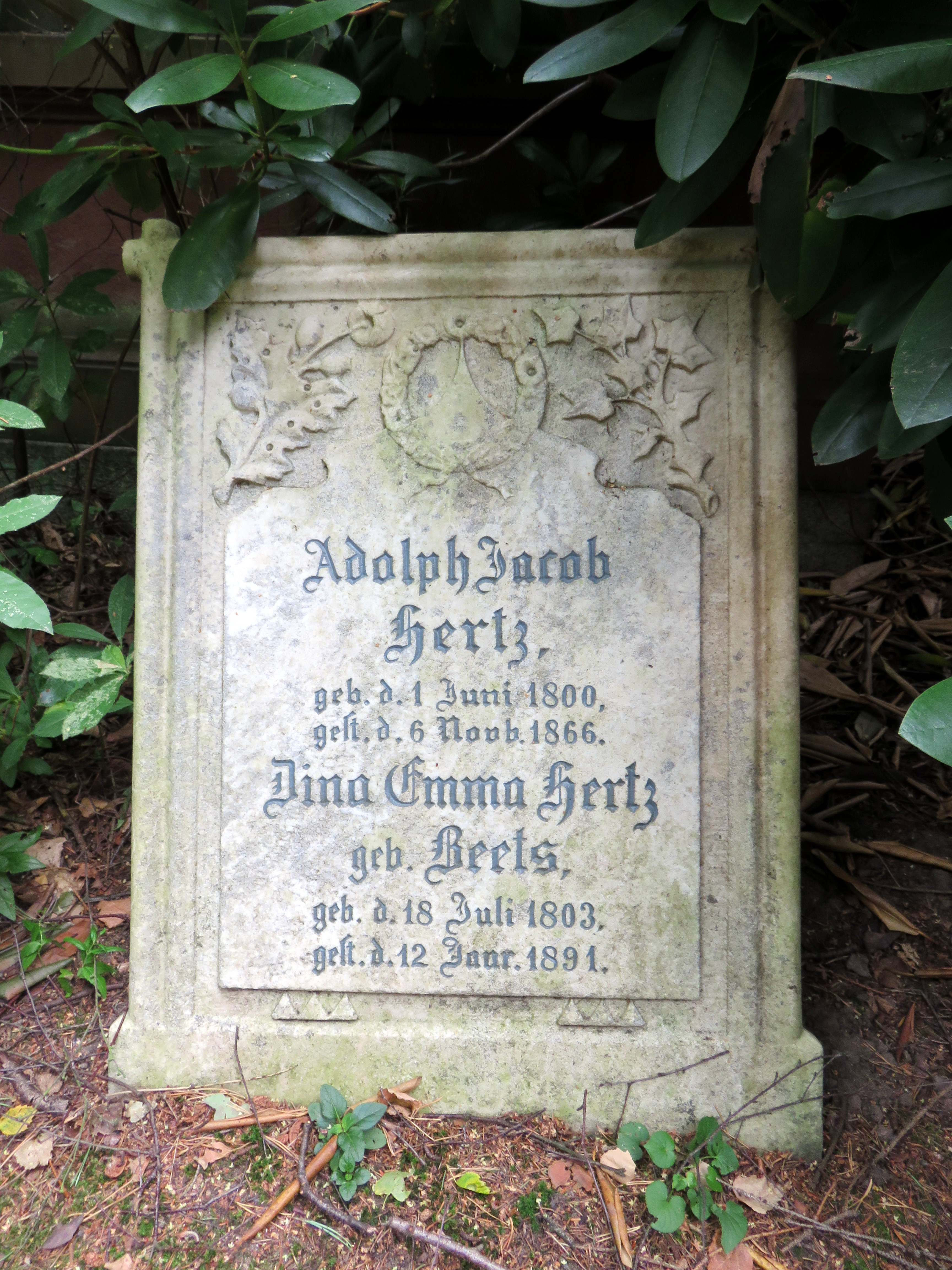
Grabplatte “Adolph Jacob Hertz” auf der Familiengrabstätte auf dem Ohlsdorfer Friedhof

Seinen Sohn Adolph schickte er von 1850 bis 1854 nach Ostafrika, in die Arabische Welt und nach Ostindien. Seinen zweiten Sohn John schickte er in die 1851 errichtete Faktorei in Sansibar. Die beiden Söhne traten 1856 in das Unternehmen des Vaters ein, welches ab dem Zeitpunkt unter dem Namen „A. J. H. & Söhne“ und später unter dem Namen „A. J. H. Söhne“ firmierte.
Als die Konkurrenz in das Handelsgeschäft eintrat, wurde der Palmöltransport mangels der eigenen Faktorei in Palma in Nigeria schwieriger. Durch die wachsende Konkurrenz gab Hertz 1858 die Importe, abgesehen vom Reis, aus Afrika auf. In einer 1871 aufgetretenen Periode der Knappheit an Lebensmitteln nahmen seine Söhne den Großimport von Reis aus Afrika wieder auf. Seine Segelschiffflotte vergrößerte sich nach seinem Tod 1866 auf 20 Schiffe, die vornehmlich nach Amerika und Asien fuhren.

## Ehrenamtliches Engagement
Von Januar 1848 bis Dezember 1848 war Hertz Präses der Handelskammer Hamburg und 1848/49 auch Mitglied der Verfassungsgebenden Versammlung für Hamburg. 1858/59 vertrat er die Hansestadt als Abgeordneter bei der Deutschen Seerechtskonferenz.

## Familie
Adolph Hertz war seit 1822 mit der aus einer mennonitischen Familie stammenden Hamburger Kaufmannstochter Emma Dina Beets (1803–1891) verheiratet. Kurz vorher hatte er sich taufen lassen. Gemeinsam hatten sie vier Söhne und sechs Töchter. Sein ältester Sohn Adolph Ferdinand Hertz (1831–1902) folgte ihm 1866 in der Funktion als Präses der Handelskammer und wurde 1872 Hamburger Senator. Martin Hertz und Wilhelm Ludwig Hertz waren seine Neffen; zu seinen Nachfahren zählen unter anderem die Medizinerin Maria Dorothea Hertz (1918–1995) und der Unternehmer Stephan Hertz (* 1967).
Im Bereich der Familiengrabstätte Adolph Hertz, Friedhof Ohlsdorf in Hamburg, Planquadrat Y10,78-98 (südlich Nordteich), befindet sich eine senkrechte weiße Marmor-Grabplatte für „Adolph Jacob Hertz“.